# 4MLinux
4MLinux — мінімалістичний призначений для користувача дистрибутив Linux, яка не є відгалуженням від інших проєктів і використовує графічне оточення на базі JWM. 4MLinux може використовуватися не тільки в якості Live-оточення для відтворення мультимедійних файлів і вирішення користувацьких задач, але і в ролі системи для відновлення після збоїв і платформи для запуску серверів LAMP (Linux, Apache, MariaDB і PHP). Розмір iso-образу складає 840 Мб (i686, x86_64).